# Gō Itō
Gō Itō (japanisch 伊藤 剛 Itō Gō; * 23. März 1994 in der Präfektur Saitama) ist ein japanischer Fußballspieler.

## Karriere
Itō erlernte das Fußballspielen zunächst in der Schulmannschaft der Teikyo High School und anschließend in der Universitätsmannschaft der Nihon-Universität. Seinen ersten Vertrag unterschrieb er 2013 beim FK Zora. Nachfolgend spielte er für den FK KOM Podgorica, für den FK Iskra Danilovgrad sowie für den NK Zvijezda Gradačac. Im Juli 2015 wechselte er zum Shonan Bellmare, welcher am Ende der Saison 2016 in die J2 League abstieg. Im Juni 2017 wurde Itō an den Drittligisten Fukushima United FC ausgeliehen. Für den Verein absolvierte er sieben Ligaspiele, bis er 2019 zum Tochigi City FC wechselte. Seit 2020 spielt er für den Tokyo United FC.